# 香港通宵巴士路線
香港的通宵巴士路線由午夜12時至早上6時行駛。目前城巴、九巴、龍運巴士、新大嶼山巴士都有開辦通宵巴士線。

## 歷史

### 1970年代的通宵巴士
中巴和九巴於1975年12月17日開辦的2條通宵隧巴線121及122。其實之前香港巴士服務的時間已經發展到深夜，在六七暴動前，九龍區的主幹路線服務時已經到凌晨一時。而海底隧道（紅隧）通車後過海線深受歡迎，在過海路線開闢不到三個月，服務時間便由晚上八時延長至十二時，因此當時中巴和九巴看見需求龐大，便大膽地開辦通宵路線121和122，吸納在深夜過海的客源。亦在紅隧設立兩線互相轉乘（這是香港首組出現的巴士轉乘優惠，現在紅隧通宵線亦只有這2條線可享有轉乘優惠）。

### 1980年代的九龍、新界通宵巴士
直到1980年代末期，第3條通宵巴士線才再度出現，從此通宵巴士線便急速發展。
香港自1980年代經濟起飛後，各類消閒娛樂開始變越來越豐富，不少人會玩樂至通宵，旺角和尖東一帶有很多夜總會和卡拉OK；的士和紅色小巴在每逢深宵開始大收旺場，巴士公司眼見競爭對手生意暢旺，決定開辦更多通宵線，以求吸納更多客源。與此同時巴士公司買車不再只是購買雙層巴士，他們開始購買單層巴士，例如24座位小型巴士，以行走一些需求偏低的巴士線，如通宵巴士線。
在1989年2月28日，九巴開辦第三條通宵巴士線288S（恆安←→大圍），路線大概像今日馬鞍山綫，途經沙田多個住宅區，如第一城、沙角邨、新翠邨等。由於本身都是行走沙田住宅區之間，需求太低以致嚴重虧本，288S於1991年1月29日取消。
不過288S開創了非過海通宵巴士線的先河，自288S開辦後開始陸續有非過海通宵巴士線出現，包括：
| 編號 | 路線                | 備註 |
| ---- | ------------------- | --- |
| 293S | 旺角↔寶琳           | 於1996年縮短至九龍城並改為循環線，之後又於2001年再次延長至旺角，後於2004年改至以旺角火車站為總站。而將軍澳區的路線也由寶琳，於1991年延長至坑口，最後於1999年延長至尚德。1996年改称N293。 |
| 206S | 九龍車站↔美孚       | 後於1992年被241S取代 |
| 241S | 旺角火車站↔長安     | 後來於1992年延長為九龍車站↔長安，1994年延長至長亨，2009年再延長至長宏，1996年改称N241。                                                                                                  |
| 281S | 九龍車站↔恆安       | 後來延長為九龍車站↔錦英苑，1996年改称N281。 |
| 271S | 九龍車站↔富亨       | 1996年改称N271。 |
| 216S | 九龍車站↔藍田廣田邨 | 1996年改称N216。 |

這6條線在開辦時已經全線空調，多以單層巴士為主力車款，有時更只有豐田Coaster小巴，反映出當時通宵巴士線的需求甚低。

### 港島通宵巴士
早在1978年，中巴把來往北角至柴灣的82線提供每日22小時的服務，服務時間為0400-0200。雖然不是正規通宵巴士線，但也可當作通宵巴士服務。
首條港島區的正規通宵巴士線要到1994年才開辦。1994年8月25日城巴開辦兩條路線N72（香港仔↔銅鑼灣）和N90（鴨脷洲↔中環）。N72和N90提供免費互相轉乘服務。到1996年4月22日，城巴開辦另一條通宵線N8X（小西灣↔中環），成為城巴第三條通宵巴士線。
而中巴在城巴N8X開辦當天開辦N8（小西灣↔灣仔碼頭），成為中巴首條港島通宵路線。N8和N8X一樣都是直達柴灣並途經英皇道，但不同的是N8衹到達灣仔，而N8X則直達中環。而且，N8是繞經耀東村，而N8X則並不繞經。而82線則縮短服務時間為清晨至午夜。
另外，城巴5B線的服務時間為0525-0200（堅尼地城開）及0615-0240（灣仔區開），雖然不是正規通宵巴士線，但也可當作通宵巴士服務。

### 城巴、九巴瘋狂計劃
城巴把旗下隧巴線118、170、171、182、619、962、969等隧巴線加入通宵班次，並予以N字在編號前面。同時九巴有計劃擴大通宵線服務，並參與城巴這項構思，結果與城巴聯手經營這批通宵巴士線。
不過並不是所有城巴隧巴線都是有通宵服務的，因為當巴士公司把一條日間路線改為24小時服務時，需要考慮這些路線在深夜的需求。可惜城巴在把隧巴線改為24小時行走時，很多路線在深夜的需求根本不足，很多時都很少乘客，即使日間路線深受歡迎。但很多通宵隧巴線都虧損，即使收費較高，仍需以日間線盈利補貼。
話雖如此，各間巴士公司仍然繼續開辦通宵隧巴線，如在1997年12月22日開辦的N691（來往將軍澳至中環）及1997年6月28日開辦的N680（來往馬鞍山至中環）。

### 九巴重組通宵線
九巴在1996年5月1日決定重組通宵巴士線，293S、241S、281S、271S和216S，分別改稱N293、N241、N281、N271和N216；121和122改稱N121和N122。N字頭是指通宵巴士線，自此所有新開辦的通宵巴士線，編號都是N字頭。而在九巴重組通宵路線時，便開始計劃在1996年5月1日開辦N260（屯門碼頭↔美孚），但要到1997年7月14日才正式投入服務。在開辦N260時，九巴提供了接駁計劃，乘客可以直達票轉乘N241及N260。後來九巴開辦了N269（天水圍天慈邨↔美孚）及N237（美孚↔葵盛，循環線），也採用同樣的接駁計劃。九巴也在北區增設N270（上水↔沙田市中心），乘客也可利用直達票轉乘N271直達九龍。至於N293也縮短至九龍城，乘客需用直達票轉乘N216才能到達旺角及尖沙咀，卻換來將軍澳居民投訴沒有直達車到旺角，所以N293最終重返旺角，但接駁計劃仍然保留。

## 節日特定路綫
每逢特定節日如平安夜、除夕、年三十晚、中秋，都會有不少市民深夜外出，並在深宵回家。因此各大巴士公司都會在這些節日開辦深宵路綫，以方便市民。如每年農曆年前在維多利亞公園舉辦年宵市場，巴士公司都會開辦來往維多利亞公園的路綫如N116。

## 路線客量模式
- 在02:00前，市區開往住宅區（市郊）的客量會較多，當中大多為消遣完畢返家的市民，及一些較晚下班的市民。
- 02:00至04:00之間，雙方向的客量都甚少，因極少公司會在這段時間讓員工上班或下班，而消遣的市民多數不是早一些回家，就是「通頂」（待到天亮）。
- 04:00-06:00之間，往市區的客量會較多，當中大多為上早班的市民。

部分路線在深宵及清晨時段有不錯的客量，甚至客量可以匹比日間路線，例如N118、N619等，這些路線的特徵都是：
- 相關日間路線需求非常龐大，通宵路線即使班次較疏仍然客量不俗
- 比競爭對手擁有更大的優勢（N118比對手港鐵及小巴61快捷不少）
- 相關日間路線尾班車已過/頭班車仍未開出，所有乘客只能使用此通宵路線（深宵時段港島北岸來往東九龍只有N619提供服務）

亦有部份路線則全晚客量都不高，例如N8、N8X、N170、N237、N373等，這些路線的特徵都是：
- 主要客源有相近通宵巴士競爭（N170及N182同時提供銅鑼灣往沙田通宵服務，而N8及N8X聯合班次經常失效，造成競爭）
- 服務地區太少，或者服務地區人口老化問題嚴重（N237途經的北葵涌人口老化問題嚴重）
- 有較方便及快捷的通宵路線競爭（N8X需要經英皇道，但N8P則經東區走廊直接往返柴灣）
- 競爭對手優勢較大（例如紅色、綠色公共小巴、港鐵（只限深宵時段））
- 相關日間路線需求不大（N373日間版673及978非繁忙時間需求偏低）

另外有個別路線出現深宵或清晨時段有不錯的客量但另一個時段客量惡劣的情況：
- N8P：深宵時段成功承接8P回程龐大客量，但清晨時段8P市區方向頭班較早開出而且本身車程較短，故大部份居民即使乘坐8P仍趕及上早班
- N691：深宵時段因港鐵尾班車較遲故客量偏低，但清晨時段市區方向卻因港鐵未開始提供服務所以客量仍然不錯

即使如此，絕大部份通宵路線在深宵及清晨時段以外的時段客量都非常差。

## 特色
- 大部分通宵巴士線編號均以「N」字為首（如N8）
- 班次較日間路線疏落
- 往返兩邊總站的路線較同類日間路線迂迴
- 收費較日間路線高昂（例外例子有：N260及N269由美孚往返屯門／元朗較乘搭59X/60X/68X等路線便宜、N293由九龍城往返坑口較98C便宜［九龍城往坑口只適用於用八達通付款時］、N29由將軍澳往返機場與E22A同價）。
- 除N11、N21、N31外，所有北大嶼山及機場路線（包括NA字頭在內）都不是全晚服務，而只會在凌晨0時左右在東涌/機場開1至2班車往市區，接載晚機到港的旅客及下班較晚的機場員工，及在凌晨4時至5時在市區發數班車往機場，接載乘搭早機離港的旅客及開早班的員工。
- 甚少以特快形式服務，但N8P線會以特快形式服務。而由於客量不足，但同時需方便早班乘客，因此往市區或商業區方向以較快捷路徑行走，而往新界或住宅區方向則繞經更多地區，故有些則以單向特快形式服務。例如 : N118往長沙灣方向行走東區走廊柴灣斜至維園道段，往小西灣方向經炮台山及北角，而只途經東區走廊民康街至柴灣斜段；N796往尖沙咀／旺角方向途經觀塘道創紀之城段、啟德隧道及東九龍走廊，往將軍澳方向於九龍城、新蒲崗、九龍灣及觀塘沿途設站。
- 部分日間行駛隧道的路綫，其通宵版為節省支出而取道較便宜的路徑，如N368取道紅磡海底隧道而非像968般取道西區海底隧道、N969取道屯門公路而非像969取道大欖隧道。

## 通宵巴士線收費較高的原因
- 入不敷支，大多數路線虧損。
- 巴士公司需向駕駛通宵巴士線的車長發放津貼。
- 港鐵、渡輪等交通工具在深夜停止營運，缺乏競爭。
- 客量集中在某一方向（通常凌晨2時前為往住宅區方向，凌晨4時後為往市區方向），另一方向通常客量甚少。
- 部分路綫提供單向服務，服務完結後要駛回車廠或在鄰近巴士總站待命

## 通宵巴士線列表

### 港島區通宵路線
- N8 杏花邨（常達街） ↺ 鰂魚涌（祐民街）
- N8P 小西灣（藍灣半島） ↺ 灣仔（港灣道）
- N8X 小西灣（藍灣半島） ↔ 堅尼地城
- N72 華貴 ↔ 鰂魚涌（海澤街）
- N90 海怡半島 ↔ 中環（港澳碼頭）

### 九龍／新界區通宵路線
- N3D 觀塘（裕民坊） ↔ 慈雲山（中）
- N20 大角咀（維港灣） → 啟德（沐安街）
- N21 尖沙咀（天星碼頭） ↔ 機場
- N21A 尖沙咀（天星碼頭） ↔ 機場（經東涌北）
- N23 慈雲山（北） ↔ 東涌站（經機場）
- N26 油塘 ↔ 東涌站（經機場）
- N29 將軍澳（康盛花園） ↔ 東涌站（經機場）
- N30 元朗站 ↔ 機場（暢達路）（經東涌）
- N31 荃灣（愉景新城） ↔ 機場（地面運輸中心）【往荃灣方向為下車付款】
- N36 荃灣站 ↺ 梨木樹
- N39 荃灣站 ↺ 荃威花園
- N42 馬鞍山（耀安） ↔ 東涌站（經機場）
- N42A 粉嶺（聯和墟） ↔ 東涌站（經機場）
- N42P 未有資料，請加入至Module:香港巴士/lantau。
- N73 沙田市中心 ↔ 落馬洲
- N213 尖沙咀東（麼地道） → 安泰（西）
- N214 油塘 → 美孚
- N216 油塘 ↔ 紅磡站
- N237 美孚 ↺ 葵盛
- N241 紅磡站 ↔ 青衣（長宏邨）
- N41X 紅磡站 → 青衣（長宏邨）
- N252 美孚 → 屯門（三聖邨）
- N260 屯門碼頭 ↔ 美孚
- N269 天水圍（天慈邨） ↔ 美孚
- N276 天水圍（天慈邨） ↔ 新田
- 270S 尖沙咀東（麼地道） → 粉嶺（聯和墟）
- N271 富亨 ↔ 紅磡站
- 271S 紅磡站 → 大埔（太和）
- N281 錦英苑 ↔ 紅磡站
- N283 尖沙咀東（麼地道） → 沙田（黃泥頭）
- N287 尖沙咀東（麼地道） → 烏溪沙站
- N290 荃灣西站 ↔ 日出康城
- N293 尚德 ↔ 旺角（柏景灣）
- 293S 坑口（銀澳路） ↔ 美孚
- 701S 海麗邨 ↺ 旺角
- N796 日出康城 ↺ 旺角
- NA20 黃埔花園 ↔ 港珠澳大橋香港口岸（經機場客運大樓）
- NA21 港珠澳大橋香港口岸（經機場客運大樓） ↺ 旺角
- NA29 將軍澳（寶琳） ↔ 港珠澳大橋香港口岸（經機場客運大樓）
- NA31 荃灣（如心廣場） ↔ 港珠澳大橋香港口岸（經機場客運大樓）
- NA32 葵涌邨 ↔ 港珠澳大橋香港口岸（經機場客運大樓）
- NA33 國泰城 ↔ 屯門（富泰）（經機場客運大樓、港珠澳大橋香港口岸）
- NA36 國泰城 ↔ 錦上路站（經機場客運大樓、港珠澳大橋香港口岸）
- NA37 國泰城 ↔ 天水圍市中心（經機場客運大樓及港珠澳大橋香港口岸）
- NA40 烏溪沙站 ↔ 港珠澳大橋香港口岸（經機場客運大樓）
- NA41 沙田（水泉澳） ↔ 港珠澳大橋香港口岸（經機場客運大樓）
- NA43 粉嶺（聯和墟） ↔ 港珠澳大橋香港口岸（經機場客運大樓）
- NA47 大埔（太和） ↔ 港珠澳大橋香港口岸（經機場客運大樓）

### 大嶼山通宵路線
- N35 梅窩碼頭 ↔ 港珠澳大橋香港口岸（經機場客運大樓）
- N37 迎東邨 ↺ 東涌站巴士總站
- N38 東涌（逸東邨） ↔ 東涌站巴士總站
- N64 機場（地面運輸中心） → 東涌（逸東邨）

### 過海通宵路線
- N11 中環（港澳碼頭） ↔ 機場
- N118 小西灣（藍灣半島） ↔ 長沙灣（深旺道）
- N121 中環（港澳碼頭） ↔ 牛頭角
- N122 筲箕灣 ↔ 美孚
- N170 沙田市中心 ↔ 華富（中）
- N171 鴨脷洲邨 ↔ 荔枝角
- N182 廣源 ↔ 中環（港澳碼頭）
- N307 中環（港澳碼頭） → 太和 
太和 → 上環
- N368 元朗（西） ↔ 中環（港澳碼頭）
- N373 粉嶺（聯和墟） ↔ 中環（港澳碼頭）
- N619 順利 ↔ 中環（港澳碼頭）
- N680 錦英苑 ↔ 中環（港澳碼頭）
- N691 調景嶺 ↔ 中環（港澳碼頭）
- N930 荃灣（愉景新城） ↔ 銅鑼灣（摩頓台）
- N952 屯門（置樂花園） ↔ 銅鑼灣（摩頓台）
- N962 屯門（龍門居） ↔ 銅鑼灣（摩頓台）
- N969 天水圍市中心 ↔ 銅鑼灣（摩頓台）
- 969N 天水圍市中心 → 銅鑼灣（摩頓台）
- NA10 鴨脷洲（利樂街） ↔ 港珠澳大橋香港口岸（經機場客運大樓）
- NA11 北角碼頭 ↔ 港珠澳大橋香港口岸（經機場客運大樓）
- NA12 杏花邨 → 港珠澳大橋香港口岸（經機場客運大樓）